# Liste der Einträge im National Register of Historic Places im New Madrid County

Lage des New Madrid County in Missouri

Die Liste der Einträge im National Register of Historic Places im New Madrid County in Missouri führt die Bauwerke und historischen Stätten im New Madrid County auf, die in das National Register of Historic Places aufgenommen wurden.

## Legende
| NRHP | Historic Place    |
| HD   | Historic District |

## Aktuelle Einträge
| [ 3 ] | Name                                          | Bild                                          | Eintragsdatum        | Lage                                           | Ort          | Beschreibung |
| ----- | --------------------------------------------- | --------------------------------------------- | -------------------- | ---------------------------------------------- | ------------ | ------------ |
| 1     | Double Bridges Archeological Site             |                                               | 1974 ID-Nr. 74001085 | Adresse nicht veröffentlicht                   | Portageville |              |
| 2     | Hunter-Dawson House                           | Hunter-Dawson House                           | 2012 ID-Nr. 12000563 | 312 Dawson Road 36° 35′ 44,5″ N, 89° 31′ 32″ W | New Madrid   |              |
| 3     | Hurricane Ridge Site                          |                                               | 1972 ID-Nr. 72000725 | Adresse nicht veröffentlicht                   | Catron       |              |
| 4     | King II Archeological Site                    |                                               | 1975 ID-Nr. 75001070 | Adresse nicht veröffentlicht                   | Howardville  |              |
| 5     | La Plant Archeological Site                   |                                               | 1974 ID-Nr. 74001084 | Adresse nicht veröffentlicht                   | La Forge     |              |
| 6     | Lilbourn Fortified Village Archeological Site | Lilbourn Fortified Village Archeological Site | 1969 ID-Nr. 69000118 | Adresse nicht veröffentlicht                   | Lilbourn     |              |
| 7     | Portwood Village and Mound                    |                                               | 1977 ID-Nr. 77000812 | Adresse nicht veröffentlicht                   | Portageville |              |
| 8     | Sikeston Fortified Village Archeological Site |                                               | 1971 ID-Nr. 71000471 | Adresse nicht veröffentlicht                   | Sikeston     |              |
| 9     | St. Johns-Laplant IV Archeological District   |                                               | 1975 ID-Nr. 75001069 | Adresse nicht veröffentlicht                   | Bayouville   |              |